# Skavtjärnen (Lycksele socken, Lappland, 713643-165406)
Skavtjärnen är en sjö i Lycksele kommun i Lappland och ingår i Umeälvens huvudavrinningsområde. Sjön har en area på 0,0513 kvadratkilometer och ligger 240,2 meter över havet. Sjön avvattnas av vattendraget Vittanbäcken (Sörbäcken).

## Delavrinningsområde
Skavtjärnen ingår i det delavrinningsområde (713791-165199) som SMHI kallar för Utloppet av Skavtjärnen. Medelhöjden är 289 meter över havet och ytan är 8,78 kvadratkilometer. Räknas de 4 avrinningsområdena uppströms in blir den ackumulerade arean 42 kvadratkilometer. Vittanbäcken (Sörbäcken) som avvattnar avrinningsområdet har biflödesordning 3, vilket innebär att vattnet flödar genom totalt 3 vattendrag innan det når havet efter 124 kilometer. Avrinningsområdet består mestadels av skog (94 procent). Avrinningsområdet har 0,05 kvadratkilometer vattenytor vilket ger det en sjöprocent på 0,6 procent.